# Margarete Wulff
Margarete Wulff (* 28. Februar 1937, geborene Margarete Burkhardt) ist eine deutsche Badmintonspielerin. 

## Karriere
Margarete Wulff gewann 1966 mit ihrem späteren Ehemann Friedhelm Wulff die westdeutsche Meisterschaft im Mixed. Dadurch qualifizierten sich beide für die deutschen Meisterschaften, wo sie den nationalen Titel gewinnen konnten. Mit der Mannschaft des VfL Bochum wurde sie 1964 Vizemeisterin. 

## Sportliche Erfolge
| Saison    | Veranstaltung                     | Disziplin | Platz | Name                                               |
| --------- | --------------------------------- | --------- | ----- | -------------------------------------------------- |
| 1963/1964 | Deutsche Mannschaftsmeisterschaft | Team      | 2     | VfL Bochum                                         |
| 1965/1966 | Westdeutsche Einzelmeisterschaft  | Mixed     | 1     | Friedhelm Wulff / Margarete Burkhardt (VfL Bochum) |
| 1965/1966 | Deutsche Einzelmeisterschaft      | Mixed     | 1     | Friedhelm Wulff / Margarete Burkhardt (VfL Bochum) |